# Charlie Rennox
Clatworthy „Charlie” Rennox (ur. 25 lutego 1897, zm. 1967) – szkocki piłkarz, który występował na pozycji napastnika.
W marcu 1925 przeszedł do Manchesteru United z Clapton Orient. W sumie, biorąc pod uwagę rozgrywki ligowe i pucharowe, rozegrał w United 68 meczów i zdobył 25 bramek. W lipcu 1927 odszedł do Grimsby Town.